# 卡瓦纳-德贝甘蒂尼奥斯
卡瓦纳-德贝甘蒂尼奥斯（西班牙語：Cabana de Bergantiños）是西班牙加利西亚自治区拉科鲁尼亚省的一个市镇。总面积100km²，总人口5563人（2001年），人口密度56人/km²。